# Ion Adameșteanu
Ion Adameșteanu (n. 15 februarie  1911, Toporu, județul Teleorman (azi în județul Giurgiu) - d. 15 noiembrie 1976, București) a fost un medic veterinar român, unul dintre creatorii școlii românești de patalogie medicală veterinară. Este fratele arheologului Dinu Adameșteanu.

## Biografie
S-a născut în satul Toporu, județul Giurgiu, la 15 februarie 1911.

### Studii
A studiat la Facultatea de Medicină Veterinară din București (1932-1937), unde și primește titlul de doctor în 1936, iar mai apoi, în 1970, titlul de doctor docent

## Activitate profesională
A fost profesor universitar la București (1953-1958) și Cluj (1953-1958). 
Este unul dintre creatorul școlii românești de patologie medicală veterinară și precursor pe plan mondial al tehnologiei. A studiat și descris pentru prima dată mai multe zoonoze, printre care, stachybotriotoxicoza, anemia infecțioasă la cal, mycoplasmoza aviară.
Adameșteanu a fost membru corespondent al Academiei Regale de Medicină din Belgia, membru al Academiei de Științe din New York, al Societății de Patologie Comparată din Franța, precum și membru al Academiei de Științe Agricole și Silvice din România (1974). A fost distins cu titlul de „doctor honoris causa” al Facultății de Medicină Veterinară din Bono (1969).
A fost distins cu premiul „Ion Ionescu de la Brad” al Academiei Române (1974). La Cluj-Napoca a creat unul dintre cele mai valoroase centre de cercetare medico-veterinare din Europa.
Din rezultatele activității sale de cercetare pot fi amintite:
- evidențierea importanței avitaminozelor și osteopatiilor chimiodistrofice la animalele domestice;
- îmbunătățirea cunoașterii unor boli iatrogene, apărute în urma unor intervenții medicamentoase, chirurgicale, exploratorii defectuoase;
- explicarea apariției unor stări patologice, rezultate din alimentația greșită a animalelor, dar și din construcția necorespunzătoare a adăposturilor  acestora (tehnopatii).

S-a pensionat în 1976 și a decedat, pe 15 noiembrie, același an, la Cluj-Napoca.

## Lucrări publicate
- Tratamentul eczemei la câine prin injecțiuni intravenoase de sulfat de magneziu - teza pentru doctorat în medicină veterinară (1939). București, 49 p.
- Patologia bolilor interne, curs pentru școlile tehnice veterinare (1949-1950) București: Ministerul Agriculturii, 148 p. (vol. I); 212 p. (vol. II, litografiat); în colaborare cu A. Nicolescu, V. Popovici și T. Pascu
- Curs de patologie medicală (Aparatul urinar, osul, articulațiile, mușchii) (1951) București,  20 p.
- Osteodistrofia animalelor domestice (1951)
- Terapia prin țesături conservate în medicina veterinară (1952)
- Curs de patologie medicală (Bolile pielii, vitaminoze) (1953) București, 235 p.
- Curs de patologie medicală (Bolile sistemului nervos) (1954), 346 p.
- Curs de patologie medicală (Aparatul digestiv). 2 vol. (1955) București, vol. I, 319 p.; vol. II, 603 p.
- Curs de patologie medicală (Sistemul neurovegetativ, glandele endocrine, osul, articulațiile, mușchii, aparatul urinar) (1955)  București, 438 p.
- Intoxicațiile animalelor domestice (1955) București, Editura Agrotehnnică, 72 p.
- Patologia medicală a animalelor domestice (2 volume, 1955-1957) București: Editura Agrosilvică, 832 p. (vol. I); 1020 p. (vol. II)
- Semiologia medicală veterinară (1959) București, Editura Academiei, 792 p. (în colaborare cu A. Nicolau și H. Bârză)
- Cartea specialistului în creșterea animalelor (1966), București, Editura Agrosilvică. 256 p.
- Patologia animalelor domestice (2 volume) (1967) București: Editura Agrosilvică, vol. I, 892 p.; vol. II, 857 p.
- Implantoterapia cu os în patologie (1969)
- Noutăți în medicina veterinară (1969). București, 110 p.
- Urgențe în medicina veterinară (1973) București, Editura Agrosilvică, 361 p.
- Yatropatii în medicina veterinară (1974) - lucrarea a primit premiul Ion Ionescu de la Brad al Academiei Române. București, 135 p.
- Tehnologii în medicina veterinară (1975). București, Editura Ceres, 207 p.
- Tehnopatii la animalele domestice (1975)
- Diagnostic morfoclinic veterinar pe specii și sindroame (1980) București; Editura Ceres, 431 p. (în colaborare cu C. Adameșteanu și H. Bârză)
- Semiologie, patologie și clinică medicală veterinară. București, Editura Didactică și Pedagogică, 592 p.  (în colaborare cu A. Nicolau și H. Bârză)

1. ↑  Ștefan, Elena (2006). Asalt spre crestele destinului - dicționarul personalităților giurgiuvene. Cronos. p. 9-10.